# Tipula (Platytipula) indifferens
Tipula (Platytipula) indifferens is een tweevleugelige uit de familie langpootmuggen (Tipulidae). De soort komt voor in het Palearctisch en Oriëntaals gebied.